# 中井知鶴
中井 知鶴（なかい ちづ、1999年1月18日 - ）は、日本の元女優。東京都出身。スウィートパワーに所属していた。

## 人物
- 趣味は絵を描くこと[1]。
- 特技はパーカッション、吹奏楽[1]。

## 出演

### 舞台
- GIRLS PRISON OPERA（2012年6月27日 - 7月1日、テアトルBONBON）
- 新・幕末純情伝（2012年7月12日 - 22日、シアターコクーン）

### 映画
- 1/11 じゅういちぶんのいち（2014年4月5日、東京テアトル）
- 空と海のあいだ (2014年12月27日） - 吉原千穂子 役